# Det lille hus på prærien (tv-serie)
|  | Den artikel omhandler tv-serien. For bogserien, se Det lille hus på prærien. |
Det lille hus på prærien er en amerikansk dramatisk tv-serie, der er baseret på den amerikanske forfatter Laura Ingalls Wilders egne virkelige erindringer[kilde mangler]. Serien blev sendt fra 11. september 1974 til 21. marts 1983 på den amerikanske tv-station NBC. 1982-1983 ændrede serien navn til: Det lille hus: En ny begyndelse.
Serien er baseret på Laura Ingalls Wilders egne minder og erindringer, selvom der er flere, både store og små, forskelle fra bøgerne til programmerne. 

## Medvirkende
- Michael Landon som Charles Ingalls – En landmand, der sammen med sin familie, bor nær Walnut Grove, Minnesota og far til Mary, Laura, Carrie, Grace og Carolines mand – (1974-1982)
- Karen Grassle som Caroline Ingalls – Mor til Mary, Laura, Carrie og Grace og Charles' kone – (1974-1982)
- Melissa Sue Anderson som Mary Ingalls – Charles' & Carolines ældste datter – (1974-1981)
- Melissa Gilbert som Laura Ingalls – Charles' & Carolines mellemste datter, med det kærlige tilnavn "Halv-Pot".
- Lindsay og Sidney Greenbush (som er tvillinger) som Carrie Ingalls – Charles' & Carolines næstyngste datter – (1974-1982)
- Matthew Laborteaux som Albert Quinn Ingalls – Charles' & Carolines adopterede søn – (1978-1983)
- Richard Bull som Nelson "Nels" Oleson
- Katherine MacGregor som Harriet Oleson
- Alison Arngrim som Nellie Oleson – (1974-1981)
- Jonathan Gilbert som Willie Oleson
- Kevin Hagen som Dr. Hiram Baker
- Dabbs Greer som Pastor Robert Alden
- Victor French som Isaiah Edwards – (1974-1977, 1979, 1981-1983)
- Dean Butler som Almanzo Wilder – (1979-1983)
- Merlin Olsen som Jonathan Garvey – (1977-1981)
- Linwood Boomer som Adam Kendall – (1978-1981)
- Wendi og Brenda Turnbaugh (som er tvillinger) som Grace Ingalls Charles' og Carolines yngste datter – (1978-1982)